# 横仔屿
横仔屿，是中华人民共和国浙江省乐清市和温岭市共同管辖的一个岛屿。

## 特点
岸线长2.58千米，陆域面积0.2080平方千米，最高点高程41.3米。乐清市和温岭市分界线穿过本岛。